# David Pleat
David John Pleat (ur. 15 stycznia 1945 w Nottingham) − były angielski piłkarz, trener i komentator sportowy. 
Pracował w redakcji gazety The Guardian oraz w Daily Mail. Jest komentatorem w Radio 5 Live i ESPN UK.

## Kariera klubowa
Pleat występował na pozycji pomocnika. Mając 17 lat karierę rozpoczął w klubie Nottingham Forest. Następnie grał w drużynach z Luton, Shrewsbury, Exeter oraz Peterborough. Karierę zakończył z dorobkiem 185 meczów i 27 bramek.

## Kariera trenerska
Jako trener zaczął w Nuneaton Town. Następnie prowadził drużyny Luton, Tottenham, Leicester, ponownie Luton, Sheffield oraz ponownie Tottenham.